# Óscar González-Quevedo
Óscar González-Quevedo Bruzón (Madrid, 15 de diciembre de 1930-Belo Horizonte, Minas Gerais; 9 de enero de 2019) fue un sacerdote jesuita, más conocido como padre Quevedo. 
Era hijo del tradicionalista Manuel González-Quevedo, asesinado por milicianos izquierdistas durante la guerra civil española. Estaba radicado en Brasil desde los años 50. Fue parapsicólogo y devoto de la Virgen de Guadalupe; también fundador del Centro Latinoamericano de Parapsicología (CLAP), con sede en la avenida Leonardo da Vinci n.º 2123, en São Paulo.
El padre Quevedo fue muy conocido en Brasil por sus participaciones en programas televisivos donde debatía con espiritistas y negaba supercherías y supersticiones. Fue muy popular en aquel país por la frase «isso nom ecziste» —en portugués para «esto no existe», con su fuerte acento castellano—, que decía en los momentos más acalorados de sus debates con los espiritistas en televisión. También fue conocido por su versión de la «navaja de Ockham», que formulaba en estos términos: «lo que puede explicarse por menos no puede ni debe explicarse por más».
Fue autor de, entre otros libros, la obra en dos tomos Las fuerzas físicas de la mente (1973), Qué es la parapsicología y Los curanderos (1977), además de El rostro oculto de la mente (1967).

## Muerte
Quevedo, a los 88 años, falleció en la madrugada del 9 de enero de 2019, en Belo Horizonte, por complicaciones cardíacas. Padre Quevedo murió en la Casa Hermano Luciano Brandão, en el Barrio de Planalto, en la capital minera, donde son atendidos jesuitas ancianos y con problemas de salud. Él vivía en el lugar desde 2012. El velorio fue realizado en el gimnasio de la Facultad Jesuita de Filosofía y Teología. El entierro fue marcado para el día 10 de enero de 2019 a las 11h, en el Cementerio Bosque de la Esperanza, en el Barrio Jaqueline, Norte de Belo Horizonte.